# ابن هیثم
ابوعلی محمد بن حسن بن هیثم بصری به اختصار ابن هیثم (۳۵۴–۴۳۰) ریاضی‌دان، اخترشناس و فیزیک‌دان عرب در دوران طلایی اسلام بود. از او به عنوان «پدر نورشناسی مدرن» یاد می‌شود. او مشارکت عمده‌ای در اصول نورشناسی و بینایی داشته است. تأثیرگذارترین اثر وی یعنی المناظر (زبان عربی: کتاب المناظر، کتاب نورشناسی) در طول سال‌های ۱۰۱۱–۱۰۲۱ میلادی نوشته شده است. او همچنین دربارهٔ فلسفه، الهیات و پزشکی نیز نوشته است.
به دید برخی پژوهشگران ابن هیثم نخستین دانشمند جهان است که سرعت صوت را محاسبه کرده است. ابن هیثم با معیار متعارف اندازه‌گیری طول در زمان خود، که واحد ذرع بود، سرعت نور و دور کره زمین را محاسبه کرد. وی نخستین کسی است که ۷۰۰ سال پیش از نیوتن به بررسی ویژگی‌های نور پرداخت.
ابن هیثم ۵ سده پیش از دانشمندان رنسانس روش علمی را که مبتنی بر آزمایش است، پایه گذاشت.

## زندگی

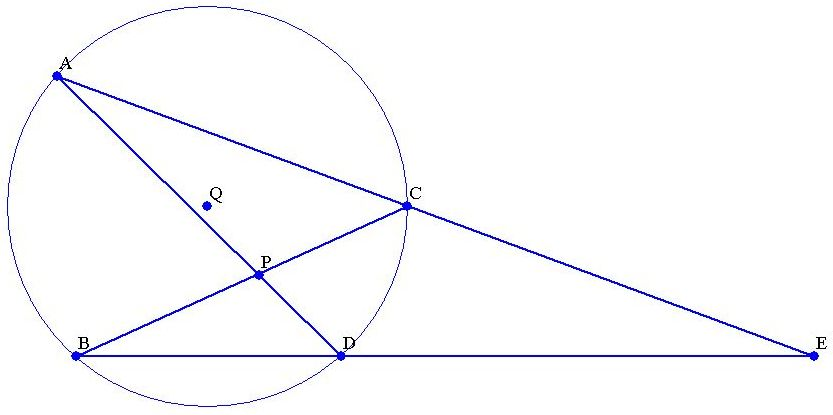
نظریه ابن هیثم دربارهٔ نور

در حدود ۳۵۴ قمری (۹۶۵ میلادی) در بصره زاده شد. در ۱۰۲۰ م در دوران خلیفه الحاکم (۹۸۵–۱۰۲۱ میلادی) به مصر رفت تا جریان نیل را تنظیم کند هنگامی که به ممکن نبودن این کار پی برد، با وجود خشم خلیفه، کار را رها کرد تا اینکه پس از مرگ خلیفه، دوباره به قاهره برگشته و با رونویسی کتابهای علمی تا پایان عمر به گذران زندگی پرداخت.
ابن هیثم بر آن بود که تنها راه رسیدن به حق دانشی است بر پایهٔ امور حسی و عقلی — یعنی طبیعیات و الهیات و منطق.
او در بصره منصب دیوانی داشت، و به جنون تظاهر کرد تا برکنارش کنند و بتواند به علم بپردازد. او سپس به مصر و نزد الحاکم فرمانروای فاطمی آنجا رفت. در مصر، ابن هیثم در صدر گروهی از مهندسین در خصوص نیل و تنظیم جریان آن پژوهش کرد ولی به این نتیجه رسید که این کار ممکن نیست. خلیفه از این نتیجه عصبانی گشت و ابن هیثم را به جای یک منصب علمی به کار دیوانی برگمارد. ابن هیثم پذیرفت ولی دوباره به جنون تظاهر کرد، که خلیفه او را در خانه‌اش زندانی، اموال وی را مصادره و کسی را به عنوان قیم او منصوب کرد. پس از مرگ الحاکم دیگر به جنون تظاهر نکرد و آزاد شد و اموالش را پس گرفت. باقی عمر مشغول نوشتن کتب علمی بود.
وی را بطلمیوس دوم یا «فیزیک‌دان» نیز خوانده‌اند. در سده‌های میانه در اروپا الهازن خوانده می‌شد. ابن هیثم تفاسیر روشنگری در آثار ارسطو، بطلمیوس و اقلیدوس، ریاضی‌دان یونانی دارد. عمدتاً در قاهره زندگی کرده و در همان‌جا در سن ۷۶ سالگی درگذشت.

## کارها
ابن هیثم پدر علم فیزیک نور و آغازکننده تحولاتی است که بعدها به ساخت دوربین عکاسی، دوربین سینما و پروژکتور پخش فیلم منجر شد. ابن هیثم تلاش زیادی در شناخت فیزیک نور انجام داد. او رساله‌ای دربارهٔ نور نوشت و ذره‌بین را ساخت. به نسبت زاویه تابش و زاویه انکسار پی برد و اصول تاریکخانه را شرح داد و در مورد قسمت‌های مختلف چشم بحث کرد. رسالهٔ نور ابن هیثم نفوذ زیادی در اروپا گذاشت. کارهای وی توسط کمال‌الدین فارسی پیگیری شد. بیش از بیست اثر بازمانده از ابن هیثم ویژه مسائل نجومی است.
شهرت ابن هیثم در نجوم بیشتر به سبب تألیف رساله‌ای است به نام مقاله فی هیئته العالم. ظاهراً این رساله از آثار جوانی او است، زیرا در آن از «پرتوی که از چشم خارج می‌شود» سخن گفته است و ماه را جسمی صیقلی توصیف کرده که نور خورشید را «باز می‌تاباند».
این دو نظر را وی در المناظر و مقاله فی ضوء القمر رد کرده است این رساله تنها نوشته نجومی ابن هیثم است که در سده‌های میانه به باختر راه یافته است. آبراهام هبرایوس آن را به سفارش آلفونسوی دهم، شاه کاستیل (درگذشته: ۱۲۸۴ میلادی) به اسپانیایی ترجمه کرد و این ترجمه را مترجم ناشناسی (تحت عنوان کتاب جهان و آسمان) به لاتینی درآورد. در این رساله ابن هیثم ثابت می‌کند که اگر ماه مانند آینه‌ای رفتار کند، لازم می‌آید که سطحی از ماه که نور خورشید را به زمین باز می‌تاباند کوچک‌تر از سطحی باشد که ما می‌بینیم، پس نتیجه می‌گیرد که ماه نور عرضی خود را در دریت مانند اجسام منیر، یعنی از همه سطح خود و در همه جهات گسیل می‌دارد، این نظر با استفاده از یک ذات‌الثقبتین نجومی ثابت می‌شود.
از این رو وی آسمان را متشکل از مجموعه‌ای از پوسته‌های کروی (با افلاک) هم مرکز فرض کرده است که برهم مماسند و درون یکدیگر می‌چرخند، در داخل ضخامت هر پوسته، که نماینده فلک یکی از سیارات است، پوسته‌های هم مرکز و خارج از مرکز و کرات کامل دیگری وجود دارد که به ترتیب با افلاک خارج از مرکز و افلاک تدویر متناظرند. همه پوسته‌ها و کره‌ها سر جای خود و به گرد مرکز خود می‌چرخند، و از ترکیب آن‌ها حرکت ظاهری سیاره که طبق فرض روی استوای فلک تدویر قرار دارد، پدید می‌آید. ابن هیثم با توصیف دقیق همه حرکت‌هایی که در کار می‌آیند، در واقع گزارشی کامل و روشن و غیر فنی از نظریه بطلمیوس دربارهٔ سیارات ارائه می‌کند، و همین نکته راز محبوبیت رساله او را آشکار می‌کند.
ایراد ابن هیثم به حرکت پنجم ماه که در فصل پنجم از مقاله پنجم مجسطی بیان شده، بسیار آموزنده است. این اشکال کاملاً از نوع برهان خلف است، زیرا «ثابت می‌کند» که چنین حرکتی از لحاظ فیزیکی محال است. بطلمیوس فرض کرده بود که هنگام حرکت فلک تدویر ماه بر فلک حامل خارج مرکز آن قطری که از اوج تدویر می‌گذرد (هنگامی که، مرکز فلک تدویر بر اوج فلک حامل است) طوری می‌چرخد که همیشه در امتداد نقطه‌ای در روی خط اوج و حضیض است (این نقطه را «نقطه المحاذات» می‌گویند)؛ به طوری که مرکز دائرةالبروج در وسط خطی است که این نقطه را به مرکز فلک حامل وصل می‌کند. این فرض ایجاب می‌کند که وقتی فلک تدویر یک دور کامل روی فلک حامل خود می‌چرخد، قطر آن به تناوب، در دو جهت مخالف بچرخد. اما ابن هیثم می‌گوید که چنین حرکتی را تنها یک کره ایجاد می‌کند، که به تناوب در دو جهت مختلف می‌چرخد، یا دو کره که یکی بی‌حرکت می‌ماند و دیگری در جهت خاص خود می‌چرخد. چون فرض جسمی با این اوصاف ممکن نیست، بنابراین ممکن نیست که قطر فلک تدویر در امتداد آن نقطه مفروض باشد.
ابن هیثم یک تصویر را هم فرافکن (projection) کرده است. وی دستگاهی ساخته بود که تصویر را بازمی‌تابانده است، بدین گونه نخستین سنگ بنای سینما گذاشته شد.
ابن هیثم نخستین دانشمند جهان است که سرعت صوت را اندازه گرفت است. او با معیارهای متعارف اندازه‌گیری در زمان خودش، که واحد ذرع بود، سرعت نور را محاسبه کرد و دور کرهٔ زمین را اندازه گرفت.
وی نخستین کسی است که به بررسی خواص نور پرداخت. ابن هیثم رنگ‌ها را واقعی و متمایز از نور دانست و گفت که اجسام رنگین نور خود را در خط مستقیم در همهٔ جهات می‌پراکنند. رنگ‌ها همیشه با نور حضور دارند، در آن آمیخته‌اند و بدون آن هرگز به چشم نمی‌آیند.

## روش علمی
ابن هیثم نخستین دانشمند در عصر خود بود که برای بررسی تئوری‌های خود، از شواهد عملی استفاده می‌کرد؛ چرا که در آن دوران فیزیک همانند علم فلسفه با تجربهٔ عملی همراه نبود. وی نخستین دانشمندی بود که ضرورت وجود شواهد تجربی برای پذیرش یک تئوری را عنوان کرد. در واقع کتاب اپتیک وی نقد کتاب المجسطی بطلمیوس بود.
این کتاب پس از هزار سال به عنوان منبعی توسط استادان این علم تدریس و معرفی می‌شود. برخی از مورخان این علم بر این باورند که قانون اِسنل در اپتیک در واقع نشأت گرفته از تحقیقات ابن سهل و ابن هیثم می‌باشد.

## ذره بین
وی نخستین کسی است که ذره بین را اختراع کرد که در نهایت منجر به اختراع عینک توسط راجر بیکن که آثار او را مطالعه می‌کرد شد.

## اتاق تاریک
شرح اصول اتاقک تاریک و اختراع ذره‌بین از کارهای برجستهٔ اوست که در نهایت منجر به ساخت دوربین عکاسی گردید.
او ابزاری را به نام جعبه تاریک (camera obscura) را برای بررسی خورشیدگرفتگی به کار برده بود. این ابزار در زمان جنگ‌های صلیبی به اروپا راه یافت. اتاقک تاریک، عبارت بود از جعبه یا اتاقکی که فقط بر روی یکی از سطوح آن روزنه‌ای ریز، وجود داشت. عبور نور از این روزنه باعث می‌شد که تصویری نسبتاً واضح اما به صورت وارونه در سطح مقابل آن تشکیل شود.
این وسیله به شدت مورد توجه نگارگران قرار گرفت و همهٔ نگارگران به‌ویژه نگارگران ایتالیایی سدهٔ شانزدهم از آن برای طراحی دقیق چشم‌اندازها و دیدن دورنمایی صحیح بهره می‌بردند، به این ترتیب که کاغذی را بر روی سطح مقابل روزنه قرار می‌دادند و تصویر شکل گرفته را ترسیم می‌کردند. این تصاویر بسیار واقعی و از ژرفانمایی (پرسپکتیو) صحیحی برخوردار بود.

## برهان خلف
ابن هیثم نخستین کسی بود که روش برهان خلف یعنی اثبات ممکن نبودن نقیض یک گزاره را برای اثبات آن گزاره ابداع نمود.

## ریاضیات

### جمع هندسی

جمع هندسی

ابن هیثم روشی هندسی برای یافتن مجموع یک ریسه از اعداد پیدا کرد که امروزه در مدارس خیلی معمول است. وی دریافت که حاصل ضرب یک عدد در عدد بعدی آن مساوی با دوبرابر مجموع اعداد از یک تا آن عدد است.

### مسئله الحسن
این مسئله در ۱۵۰ میلادی توسط بطلمیوس طرح شده بود و ابن هیثم نخستین کسی بود که آنرا پس از قریب ۷ سده در مسیر تحقیقات خود بر روی جهت نور در یک کره حل کرد.
مسئله از این قرار است که نور را به کدام نقطه از سطح یک کره (یا دایره) پرتاب کنیم تا انعکاس آن (که طبق قانون انعکاس با زاویه مساوی رخ می‌دهد) به نقطه مورد نظر ما برخورد کند. این مسئله را در بیلیارد نیز طرح کرده‌اند که توپ را به کجا بزنیم تا انعکاس آن به توپ حریف برخورد کند.
ابن هیثم برای حل مسئله مجبور شد به حل معادلات درجه چهارم و ایجاد نوعی حساب انتگرال روی بیاورد.
محاسبات ابن هیثم بقدری پیچیده و طولانی بودند که برای فهم آنها لازم شد چند سده بعد به کمک روشهایی که دکارت ابداع کرد دوباره به آنها رجوع کنند تا آنها را بفهمند.
سر انجام در ۱۹۶۵ میلادی جک الکین یک روش ریاضی برای حل مسئله پیدا کرد.

مسئله الحسن که توسط ابن هیثم حل شد

### معادلات کوشی-ریمان
وی برای نخستین بار معادلات کوشی-ریمان را در ریاضیات مطرح کرد.

### قانون کتانژانتها
قانون کتانژانتها نخستین بار توسط ابن هیثم در سده نهم میلادی مطرح شد.

## مهندسی
وی برای حل مشکل سیل رود نیل اعزام شد و در آنجا طرحی را برای تأسیس یک سد در محل کنونی سد اسوان ریخت که البته در آن زمان غیر عملی بود و او پروژه را ترک کرد

## یادبودها
- سیارک شماره ۵۹۲۳۹ به افتخار این دانشمند ۵۹۲۳۹ ابن هیثم نامگذاری شده است.
- سال ۲۰۱۵ که سال جهانی نور نامگذاری شده بود مصادف با هزارمین سالگرد کتاب المناظر نیز بود که توسط یونسکو از خدمات ابن هیثم تجلیل شد.[۳۱][۳۲][۳۳]
- یک دهانه آتشفشانی در کره ماه، Alhazen (نام لاتین ابن هیثم) نامگذاری شده است.[۳۴][۳۵]دهانه الهازن (Alhazen) در ماه - تصویربرداری شده توسط آپولو ۱۷

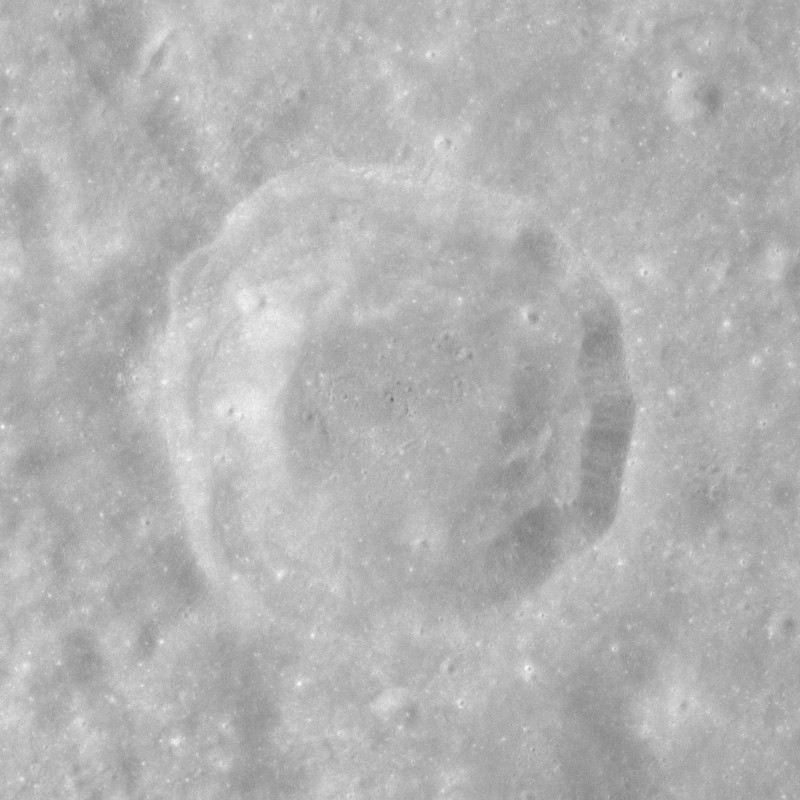
دهانه الهازن (Alhazen) در ماه - تصویربرداری شده توسط آپولو ۱۷